# Lasioptera donacis
Lasioptera donacis är en tvåvingeart som beskrevs av Coutin och Faivre-amiot 1982. Lasioptera donacis ingår i släktet Lasioptera och familjen gallmyggor.
Artens utbredningsområde är Frankrike. Inga underarter finns listade i Catalogue of Life.